# Мечеть Гаджи Султанали
Мечеть Гаджи Султанали или Ахундовская мечеть (азерб. Hacı Sultanəli məscidi) — памятник истории и архитектуры начала XX века, расположенная по адресу ул. Салатын Аскеровой 75, Ясамальский район, Баку.
Мечеть включена в список недвижимых памятников истории и культуры национального значения согласно Постановлению № 132 Кабинета Министров Азербайджанской Республики от 2 августа 2001 года.

## Описание

### Первые годы
Мечеть была построена в 1904—1910 годах на средства миллионера Гаджи Султанали. Архитектором мечети выступил Зивер бек Ахмедбеков.
Здание мечети двухэтажное: верхний этаж предназначен для женщин, нижний — для мужчин. По своему плану мечеть имеет квадратную форму. Высота мечети — 23 метра, а высота минарета достигает 35 метров. Изначально у мечети не было минарета. Существующий сегодня минарет был построен в 1995—1996 годах. Купол мечети имеет небесно-голубой цвет и содержит 12 окон. Внутреннее пространство мечети опирается на 12 колонн и арок.
После советской оккупации в 1928 году официально началась антирелигиозная кампания. В декабре того же года ЦК Компартии Азербайджана передал множество мечетей, церквей и синагог в ведение клубов для просветительской деятельности. Если в 1917 году в Азербайджане насчитывалось 3000 мечетей, то к 1927 году их число сократилось до 1700, а к 1933 году — всего до 17. Мечеть Гаджи Султанали в этот период была закрыта для богослужений. Некоторое время здание использовалось Особой Научно-Производственной Мастерской. На первом этаже располагалась производственная мастерская, а на втором — Научно-Проектное Бюро. В советский период мечеть также использовалась учреждением «Азконцерт». Однако ни внешний облик мечети, ни её интерьер в ходе эксплуатации не пострадали.

### После обретения независимости
После повторного провозглашения независимости Азербайджана мечеть была передана верующим. В апреле 2000 года в мечети начались работы по реконструкции и реставрации, которые завершились в октябре 2001 года, после чего мечеть вновь стала действующей. В ходе реставрации на первом этаже были демонтированы перегородки поздней постройки, очищены поверхности пилястров, карнизов, михраба и других элементов. Также убрана антресоль, добавленная ранее. Кирпичный пол, двери и окна были освобождены от слоя шпаклёвки и краски и восстановлены. Лестничный марш, ведущий на второй этаж, был выполнен с учётом внутренних пространств; все дополнительные деревянные конструкции убраны, а пол выложен известняком. На втором этаже снесли возведённые позднее стены, заменив их перегородками из гипсолита или гипсобетона. Северный фасад здания облицован известняком поверх железной сетки с «крюками».
Согласно Постановлению № 132 Кабинета Министров Азербайджанской Республики от 2 августа 2001 года, мечеть включена в список недвижимых памятников истории и культуры местного значения.

## Интересный факт
Во время земляных работ при строительстве минарета в его нижней части была обнаружена могила солдата Кавказской Исламской Армии по имени Ахмед. По предположениям, этот солдат погиб в 1918 году в бою против армянских дашнаков в районе, который тогда называли «Карамельни». В знак уважения к памяти погибшего его захоронили во дворе мечети. Во время строительных работ останки усопшего собрали и повторно похоронили в нижней части минарета, установив там памятную доску.

## Галерея

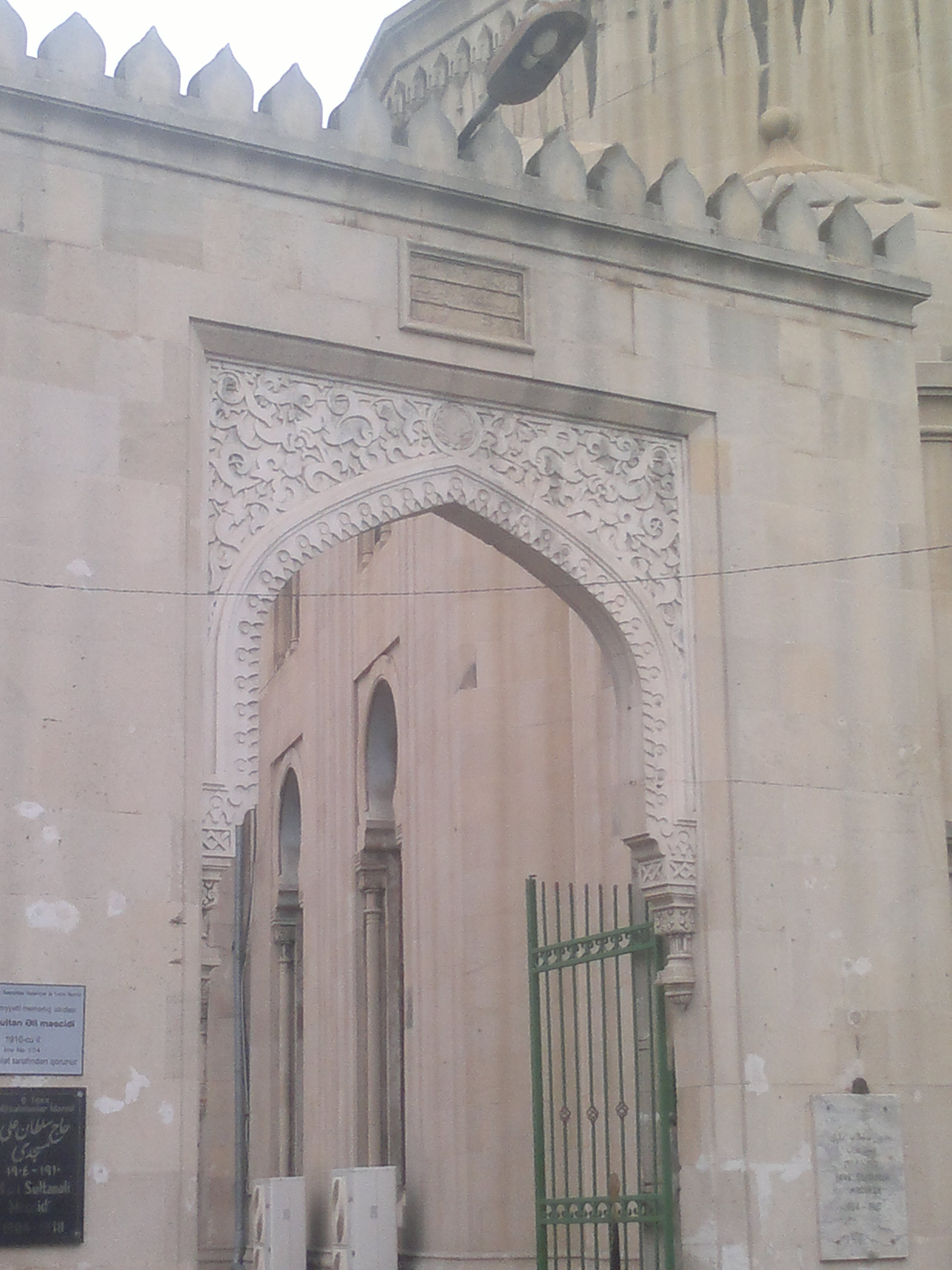
Портал мечети Гаджи Султанали
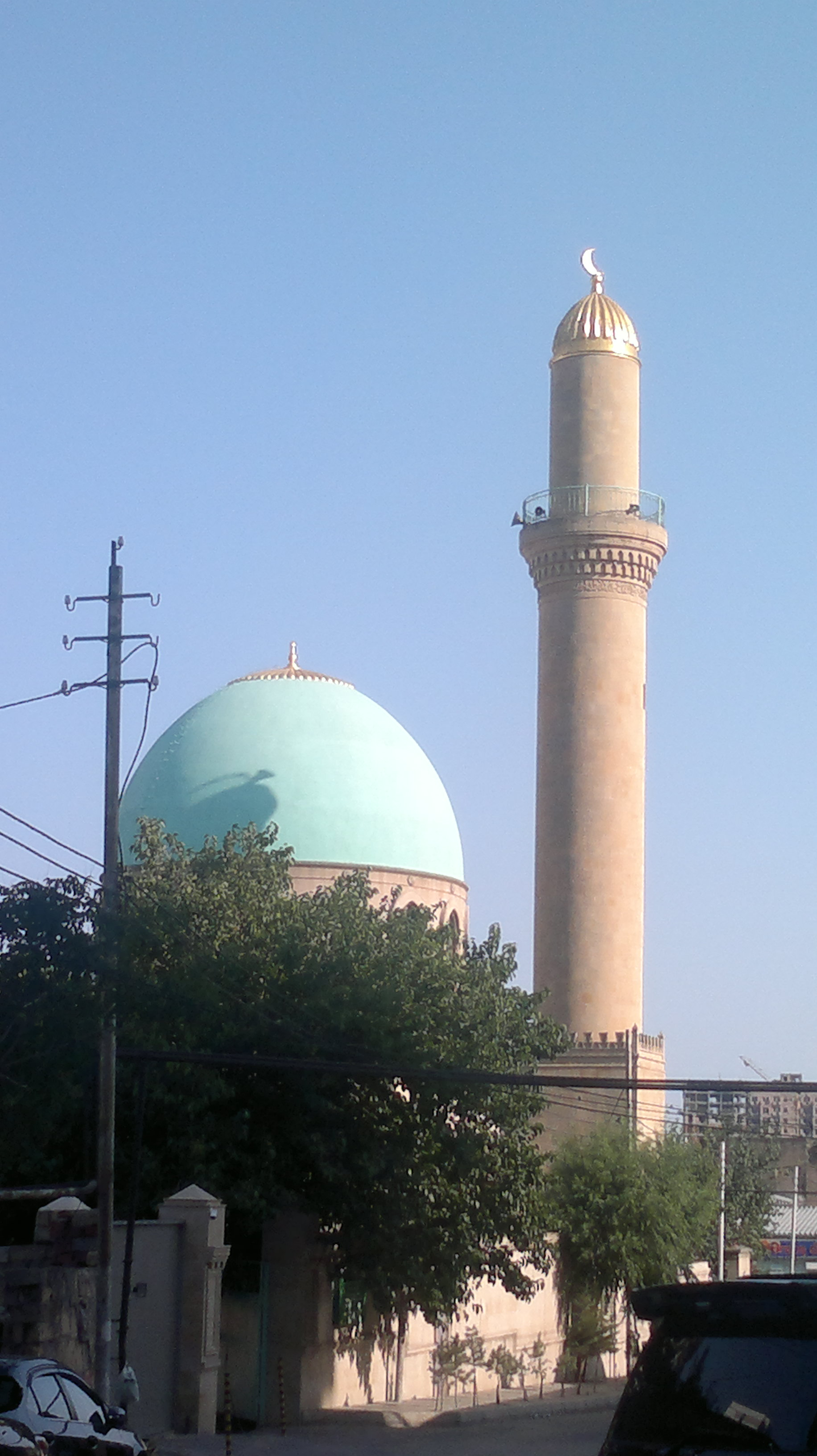
Мечеть Гаджи Султанали
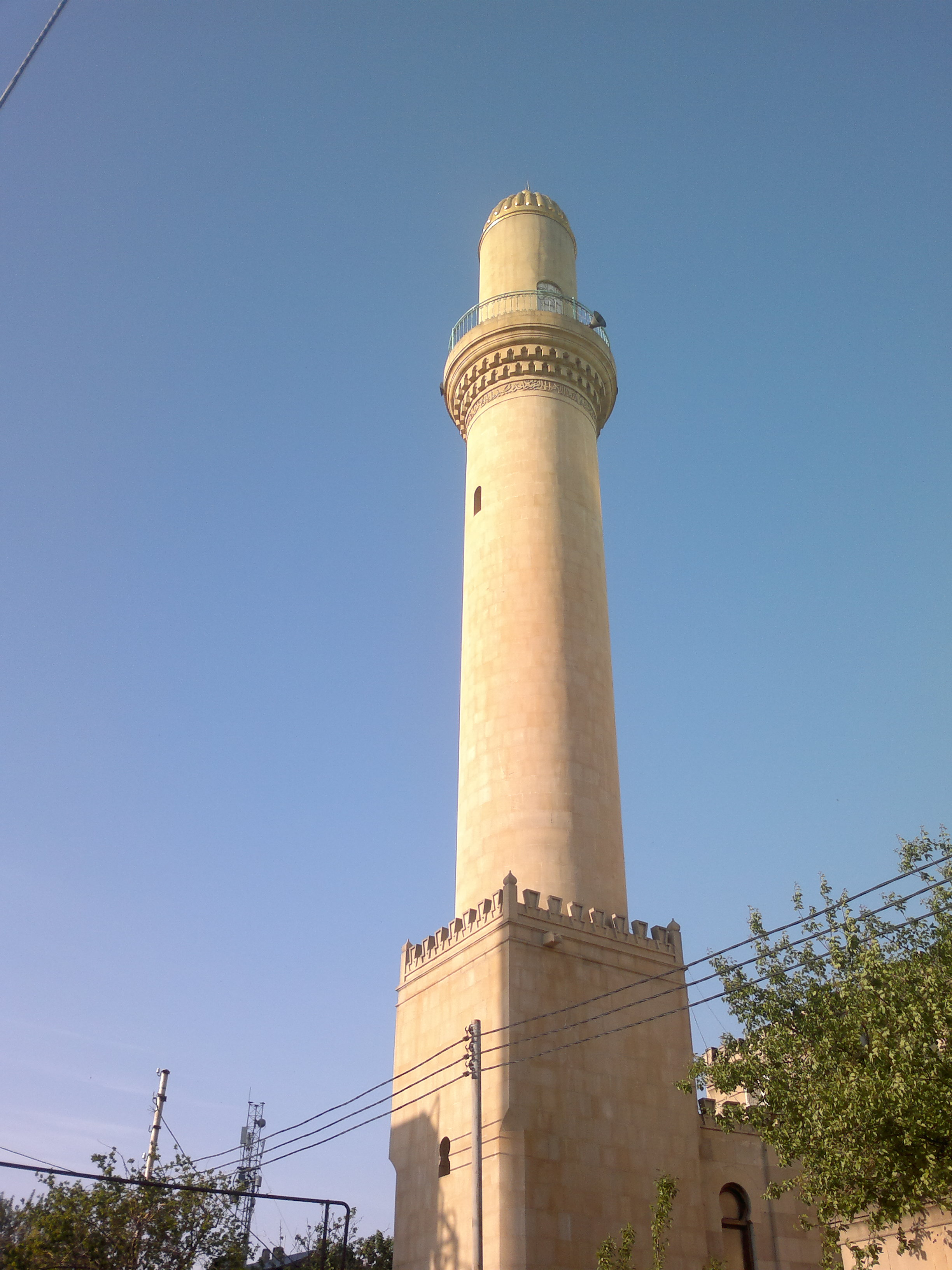
Минарет мечети Гаджи Султанали
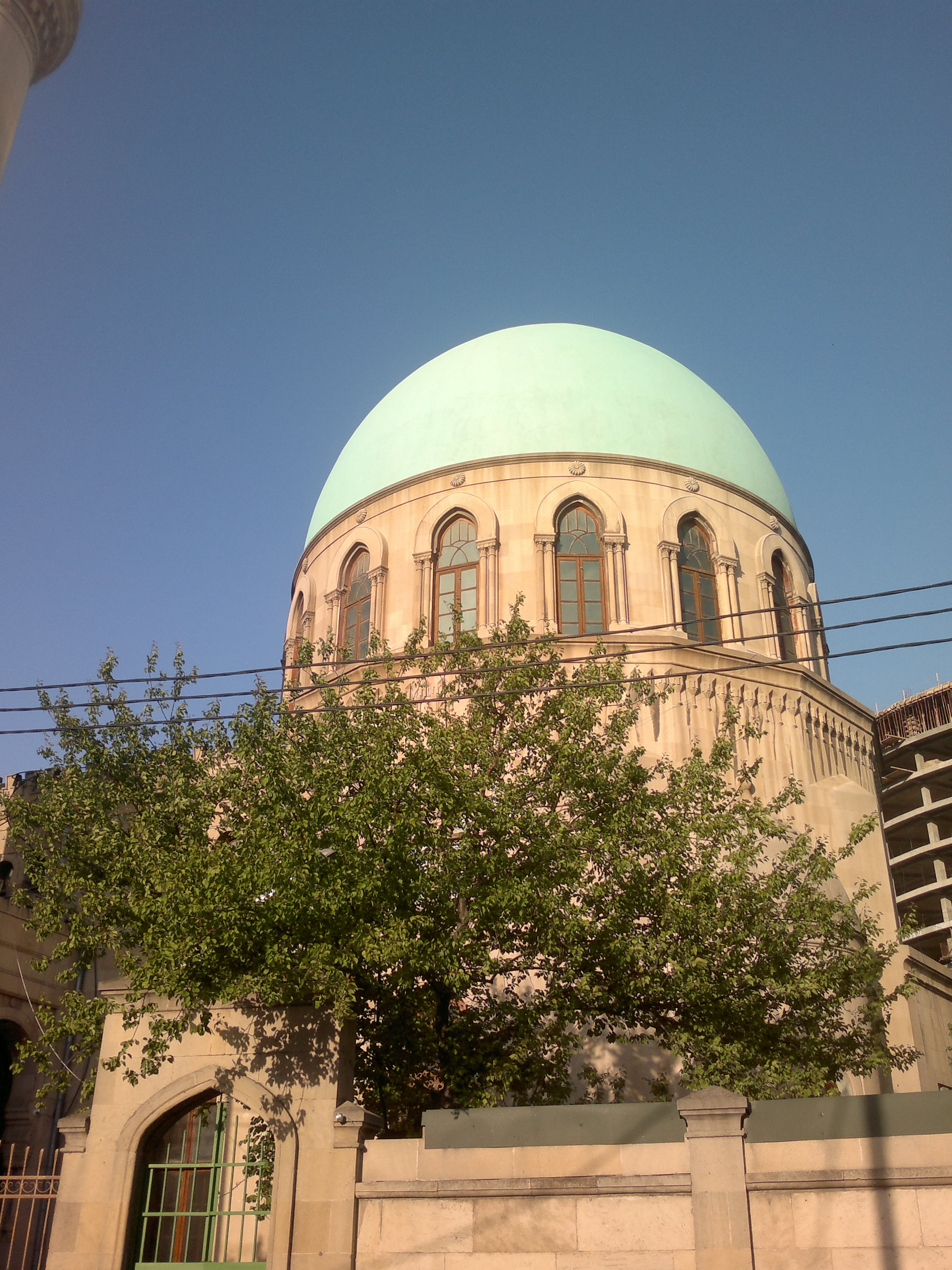
Купол мечети Гаджи Султанали